# Liste der Kulturdenkmäler in Bruchköbel
Die folgende Liste enthält die in der Denkmaltopographie ausgewiesenen Kulturdenkmäler auf dem Gebiet  der  Stadt Bruchköbel, Main-Kinzig-Kreis, Hessen.
Hinweis: Die Reihenfolge der Denkmäler in dieser Liste orientiert sich zunächst an Stadtteilen und anschließend der Anschrift, alternativ ist sie auch nach der Bezeichnung, der vom Landesamt für Denkmalpflege vergebenen Nummer oder der Bauzeit sortierbar.
Kulturdenkmäler werden fortlaufend im Denkmalverzeichnis des Landes Hessen durch das Landesamt für Denkmalpflege Hessen auf Basis des Hessischen Denkmalschutzgesetzes (HDSchG) geführt. Die Schutzwürdigkeit eines Kulturdenkmals hängt nicht von der Eintragung in das Denkmalverzeichnis des Landes Hessen oder der Veröffentlichung in der Denkmaltopographie ab.

Das Denkmalverzeichnis für diesen Bereich liegt noch nicht vor. Die bisher bekannten Bau- und Kunstdenkmäler hat das Landesamt für Denkmalpflege Hessen in sogenannten Arbeitslisten erfasst. Den Arbeitslisten liegen Erkenntnisse aus Akten, Ortsbegehungen und Denkmalinventaren, jedoch keine neuere systematische Forschung, zugrunde. Die Benehmensherstellung mit der Gemeinde gemäß § 11 Abs. 1 HDSchG ist noch nicht erfolgt.
Das Vorhandensein oder Fehlen eines Objekts in dieser Liste ist keine rechtsverbindliche Auskunft darüber, ob es Kulturdenkmal ist oder nicht: Diese Liste entspricht möglicherweise nicht dem aktuellen Stand der offiziellen Denkmaltopographie. Diese ist für Hessen in den entsprechenden Bänden der Denkmaltopographie Bundesrepublik Deutschland und im Internet unter DenkXweb – Kulturdenkmäler in Hessen einsehbar. Auch diese Quellen sind, obwohl sie durch das Landesamt für Denkmalpflege Hessen aktualisiert werden, nicht immer aktuell, da es im Denkmalbestand immer wieder Änderungen gibt.
Eine verbindliche Auskunft erteilt allein das Landesamt für Denkmalpflege Hessen.
Nutze diese Kartenansicht, um Koordinaten in der Liste zu setzen. In dieser Kartenansicht sind Kulturdenkmale ohne Koordinaten mit einem roten bzw. orangen Marker dargestellt und können in der Karte gesetzt werden. Kulturdenkmale ohne Bild sind mit einem blauen bzw. roten Marker gekennzeichnet, Kulturdenkmale mit Bild mit einem grünen bzw. orangen Marker.

## Gesamtanlagen
| Bild            | Bezeichnung                            | Lage               | Beschreibung | Bauzeit | Objekt-Nr. |
| --------------- | -------------------------------------- | ------------------ | ------------ | ------- | ---------- |
| Bild gesucht BW | Historischer Ortskern Bruchköbel       | Bruchköbel Lage    |              |         | 121957 DDB |
| Bild gesucht BW | Historisches Wohnquartier Kleine Gasse | Bruchköbel Lage    |              |         | 121958 DDB |
| Bild gesucht BW | Fliegerhorst Langendiebach             | Bruchköbel Lage    |              |         | 122363 DDB |
| Bild gesucht BW | Historischer Ortskern Oberissigheim    | Oberissigheim Lage |              |         | 121789 DDB |
| Bild gesucht BW | Oberer Abschnitt der Hanauer Straße    | Roßdorf Lage       |              |         | 121972 DDB |
| Bild gesucht BW | Historischer Ortskern Roßdorf          | Roßdorf Lage       |              |         | 121790 DDB |

## Kulturdenkmäler nach Stadtteilen

### Butterstadt
| Bild           | Bezeichnung      | Lage                                                                     | Beschreibung                      | Bauzeit | Objekt-Nr. |
| -------------- | ---------------- | ------------------------------------------------------------------------ | --------------------------------- | ------- | ---------- |
| Ehem. Schule   | Ehem. Schule     | Antoniterstraße 3 LageFlur: 2, Flurstück: 76/40                          |                                   |         | 121404 DDB |
|                |                  | Antoniterstraße 7 LageFlur: 2, Flurstück: 44/6                           |                                   |         | 121405 DDB |
|                |                  | Antoniterstraße 9 LageFlur: 2, Flurstück: 40/1                           |                                   |         | 121992 DDB |
|                |                  | Antoniterstraße 11 LageFlur: 2, Flurstück: 38/1                          |                                   |         | 121991 DDB |
| weitere Bilder | Bonifatiuskirche | Antoniterstraße 12 LageFlur: 1, Flurstück: 104/1                         | Katholische Kirche St. Bonifatius |         | 121406 DDB |
|                |                  | Antoniterstraße 13 LageFlur: 2, Flurstück: 36/1                          |                                   |         | 121407 DDB |
| Flurkreuz      | Flurkreuz        | Im Dorf LageFlur: 2, Flurstück: 51/3                                     |                                   |         | 121408 DDB |
| Flurkreuz      | Flurkreuz        | Ortsstraße 8 LageFlur: 2, Flurstück: 130/74                              |                                   |         | 122042 DDB |
|                |                  | Ortsstraße 11 LageFlur: 2, Flurstück: 129/67, 130/74, 131/75, 66/1, 75/3 |                                   |         | 121409 DDB |

### Niederissigheim
| Bild                                        | Bezeichnung                                 | Lage                                                     | Beschreibung | Bauzeit | Objekt-Nr. |
| ------------------------------------------- | ------------------------------------------- | -------------------------------------------------------- | ------------ | ------- | ---------- |
| Evangelische Kirche und Kirchhofeinfriedung | Evangelische Kirche und Kirchhofeinfriedung | An der Kirche 1 LageFlur: 6, Flurstück: 75               |              |         | 121411 DDB |
|                                             |                                             | Atzemer Straße 7 LageFlur: 6, Flurstück: 5               |              |         | 121983 DDB |
|                                             |                                             | Falterstraße 3 LageFlur: 6, Flurstück: 10/1              |              |         | 121410 DDB |
| Bäckerei Helm                               | Bäckerei Helm                               | Issigheimer Straße 1 LageFlur: 6, Flurstück: 6           |              |         | 121412 DDB |
|                                             |                                             | Issigheimer Straße 3 LageFlur: 6, Flurstück: 7/2, 7/3    |              |         | 121986 DDB |
| Hist. Schule                                | Hist. Schule                                | Issigheimer Straße 12 LageFlur: 6, Flurstück: 54/2       |              |         | 121413 DDB |
|                                             |                                             | Issigheimer Straße 14 LageFlur: 6, Flurstück: 55         |              |         | 121985 DDB |
|                                             |                                             | Issigheimer Straße 18 LageFlur: 6, Flurstück: 57         |              |         | 121414 DDB |
| Interimsschule                              | Interimsschule                              | Issigheimer Straße 24/24a LageFlur: 6, Flurstück: 60, 61 |              |         | 121984 DDB |
|                                             |                                             | Schmiedestraße 6 LageFlur: 6, Flurstück: 119             |              |         | 121415 DDB |

### Oberissigheim
| Bild            | Bezeichnung         | Lage                                                        | Beschreibung | Bauzeit | Objekt-Nr. |
| --------------- | ------------------- | ----------------------------------------------------------- | ------------ | ------- | ---------- |
| Bild gesucht BW |                     | Hintergasse 6 LageFlur: 1, Flurstück: 151/2                 |              |         | 121416 DDB |
| Bild gesucht BW |                     | Hoffahrt 2/4a/4 LageFlur: 1, Flurstück: 138/1, 138/2, 139/1 |              |         | 121417     |
| Bild gesucht BW |                     | Langstraße 6 LageFlur: 1, Flurstück: 113                    |              |         | 122300 DDB |
| Bild gesucht BW |                     | Langstraße 12 LageFlur: 1, Flurstück: 116/1                 |              |         | 121418 DDB |
| Bild gesucht BW |                     | Langstraße 13 LageFlur: 1, Flurstück: 40                    |              |         | 121988 DDB |
| Bild gesucht BW | Rosenhof            | Langstraße 14 LageFlur: 1, Flurstück: 117                   |              |         | 121419 DDB |
| Bild gesucht BW |                     | Langstraße 21 LageFlur: 1, Flurstück: 32                    |              |         | 121420 DDB |
| Bild gesucht BW |                     | Langstraße 25 LageFlur: 1, Flurstück: 28                    |              |         | 121424 DDB |
| Bild gesucht BW |                     | Langstraße 27 LageFlur: 1, Flurstück: 27                    |              |         | 121421 DDB |
| weitere Bilder  | Evangelische Kirche | Langstraße 29 LageFlur: 1, Flurstück: 25/2, 26/2            |              |         | 121422 DDB |
| Bild gesucht BW |                     | Schulweg 6 LageFlur: 1, Flurstück: 121                      |              |         | 121423 DDB |

### Roßdorf
| Bild            | Bezeichnung                            | Lage                                                             | Beschreibung | Bauzeit | Objekt-Nr. |
| --------------- | -------------------------------------- | ---------------------------------------------------------------- | ------------ | ------- | ---------- |
| Bild gesucht BW |                                        | Falltorstraße 1 LageFlur: 15, Flurstück: 56                      |              |         | 121980 DDB |
| Bild gesucht BW |                                        | Falltorstraße 3 LageFlur: 15, Flurstück: 55                      |              |         | 121425 DDB |
| Bild gesucht BW |                                        | Falltorstraße 6 LageFlur: 15, Flurstück: 62                      |              |         | 121981 DDB |
| weitere Bilder  | Backhaus                               | Hanauer Straße LageFlur: 15, Flurstück: 22                       |              | 1773    | 121432 DDB |
| Bild gesucht BW |                                        | Hanauer Straße 11 LageFlur: 15, Flurstück: 46                    |              |         | 121973 DDB |
| Bild gesucht BW |                                        | Hanauer Straße 13 LageFlur: 15, Flurstück: 44                    |              |         | 121974 DDB |
| Bild gesucht BW |                                        | Hanauer Straße 14 LageFlur: 15, Flurstück: 33                    |              |         | 121426 DDB |
| Bild gesucht BW | Sogenanntes Lappe Haus                 | Hanauer Straße 15 LageFlur: 15, Flurstück: 43/1                  |              |         | 121427 DDB |
| Bild gesucht BW |                                        | Hanauer Straße 16 LageFlur: 15, Flurstück: 10/2                  |              |         | 121428 DDB |
| Bild gesucht BW | Ehem. Schulhaus                        | Hanauer Straße 19 LageFlur: 16, Flurstück: 165                   |              |         | 121429 DDB |
| weitere Bilder  | Historisches Spritzenhaus              | Hanauer Straße 20 LageFlur: 15, Flurstück: 23                    |              |         | 121430 DDB |
| Bild gesucht BW |                                        | Hanauer Straße 21 LageFlur: 16, Flurstück: 164/1                 |              |         | 121969 DDB |
| Bild gesucht BW |                                        | Hanauer Straße 23 LageFlur: 16, Flurstück: 163/1                 |              |         | 121431 DDB |
| Bild gesucht BW |                                        | Hanauer Straße 24 LageFlur: 16, Flurstück: 69/3                  |              |         | 121977 DDB |
| Bild gesucht BW |                                        | Hanauer Straße 34 LageFlur: 16, Flurstück: 150/1                 |              |         | 121978 DDB |
| weitere Bilder  | Evangelische Michaelskirche            | In der Kirchgasse LageFlur: 16, Flurstück: 112                   |              |         | 121434 DDB |
| Bild gesucht BW |                                        | Kirchstraße 13 LageFlur: 16, Flurstück: 118/3, 119/1             |              |         | 121975 DDB |
| Bild gesucht BW | Historisches Antoniterkloster, Bauteil | Klosterstraße 7 LageFlur: 15, Flurstück: 66/1                    |              |         | 121976 DDB |
| Bild gesucht BW | Bäckerbrunnen                          | Oberdorf (bei Hanauer Straße Nr. 20) LageFlur: 15, Flurstück: 84 |              |         | 121433 DDB |
| Bild gesucht BW |                                        | Oberdorfstraße 2 LageFlur: 15, Flurstück: 20                     |              |         | 121435 DDB |
| Bild gesucht BW |                                        | Oberdorfstraße 3 LageFlur: 16, Flurstück: 71                     |              |         | 121436 DDB |
| Bild gesucht BW |                                        | Oberdorfstraße 7 LageFlur: 16, Flurstück: 78/1                   |              |         | 121970 DDB |
| Bild gesucht BW |                                        | Oberdorfstraße 14 LageFlur: 16, Flurstück: 42                    |              |         | 121437 DDB |
| weitere Bilder  |                                        | Oberdorfstraße 17 LageFlur: 16, Flurstück: 93, 94/1              |              |         | 121438 DDB |
| Bild gesucht BW |                                        | Oberdorfstraße 23 LageFlur: 16, Flurstück: 96                    |              |         | 121439 DDB |
| Bild gesucht BW |                                        | Oberdorfstraße 30 LageFlur: 16, Flurstück: 19/1                  |              |         | 121440 DDB |
| Bild gesucht BW |                                        | Oberdorfstraße 36 LageFlur: 16, Flurstück: 4/1, 4/2              |              |         | 121441 DDB |
| Bild gesucht BW |                                        | Schulzenstraße 1 LageFlur: 15, Flurstück: 69/9                   |              |         | 121442 DDB |
| Bild gesucht BW |                                        | Schulzenstraße 3 LageFlur: 15, Flurstück: 71                     |              |         | 121443 DDB |
| Bild gesucht BW | Sog. Schulzenhaus                      | Schulzenstraße 7 LageFlur: 15, Flurstück: 75                     |              |         | 121971 DDB |